# Romainville
Romainville je vzhodno predmestje Pariza in občina v  departmaju Seine-Saint-Denis osrednje francoske regije Île-de-France. Leta 1999 je imelo naselje 24.121 prebivalcev.

## Geografija
Romainville leži v južnem delu departmaja 8 km vzhodno od središča Pariza. Občina meji na jugu na Montreuil, na jugozahodu na Bagnolet, na zahodu na Les Lilas, na severu na Bobigny, na severovzhodu na Pantin, na vzhodu pa na Noisy-le-Sec. 

## Administracija
Romainville je sedež istoimenskega kantona, vključenega v okrožje Bobigny.

## Zgodovina
24. julija 1867 se je del ozemlja izločil iz občine Romainville in združil z deli ozemelj Bagnoleta in Pantina v novonastalo občino Les Lilas.

## Pobratena mesta
- Benfleet (Združeno kraljestvo);